# Moslavačka gora
Moslavačka gora (latinski: Mons Claudius) je gora u Hrvatskoj. Nalazi se u središnjoj Hrvatskoj na granici Bjelovarsko-bilogorske županije i Sisačko-moslavačke županije. Spada u staro ulegnuto gromadno gorje paleološkog nastanka bogato rudnim bogatstvom (granitom te nalazištima nafte i plina). Najviši vrh je – Humka 489 m n.v. Značaniji vrhovi još su: Vis (444 m n.v.), Kaluđerov grob (437 m n.v.) i Mjesec (354 m n.v.). Površina Moslavačke gore iznosi oko 1350 km². Prirodno je omeđuju rijeke Česma, Lonja i Ilova. U dolini Mikleuške je jezero. Ovim predjelima teče potok Gornja Jelenska.
Moslavačka gora obrasla je gustim šumama bukve, hrasta kitnjaka, graba, kestena, crne johe i breze, a u nižim predjelima kultiviranim voćnjacima i vinogradima. Nađeni su fosilni nalazi praslona i nosoroga u rudniku bentonitske gline u Gornjoj Jelenskoj 1994. godine. Ima više kamenoloma od kojih su neki napušteni. Najznačajniji su Pleterac i Mikleuška. Od rijetkih i ugroženih biljaka rastu zvjezdasti šaš (Carex echinata) i mirisavi dvolist. U vodotocima živi ugrožena riba bijeli klen (Leuciscus cavedanus), a od vodozemaca prisutni su pjegavi daždevnjak, smeđa šumska žaba i žuti mukač. 
Ukupno je zabilježeno 155 životinjskih vrsta, od čega 84 zaštićene (71 strogo zaštićene) te 27 ugroženih vrsta. Među zanimljive nalaze spada patuljasti orao. Na Moslavačkoj gori raste barem 27 autohtonih proljetnica.
Na Moslavačkoj gori postoje ostaci starih utvrda, od kojih je najpoznatiji Garić-grad, kojeg je sagradio ban Stjepan Šubić, zatim Jelengrad i Košuta grad (Košutgrad).
Planinarske staze dobro su označene. Rado je posjećuju planinari, ljubitelji brdskog biciklizma i obični ljubitelji šetnje kroz šume. Na gori su izletišta Podgarić i Pleterec. Planinari rado posjećuju pavlinski samostan BDM pod Garićem (Bela crkva) i franjevački samostan, zatim Grob Kaluđera, Mustafine Klade te Pukli kamen.
Zaštićena je od 2007. godine preventivno na tri godine u kategoriji regionalnoga parka. Status je dobila zbog krajobrazne i biološke raznolikosti. Drugim regionalnim parkom u Hrvatskoj proglašena je 2011. godine.
Dragulj izvađen iz Moslavačke gore je u kruni norveške kraljevne. Moslavački granit krasi zagrebačku katedralu i prvo postolje spomenika banu Josipu Jelačiću.
45°36′45″N 16°45′00″E / 45.6124764130619°N 16.7499446868896°E